# Nassib Lahoud
Pour les articles homonymes, voir Lahoud.
Nassib Lahoud (en arabe : نسيب لحود) est un homme politique libanais, né le 23 novembre 1944 à Baabdat, Metn (Liban), et mort le 2 février 2012 à l'Hôtel Dieu de France à Beyrouth d'un cancer.

## Biographie
Après des études de génie au Royaume-Uni, il fonde la Lahoud Engineering Co. Ltd., dont l'essentiel des activités est basé dans les pays du Golfe.
Sa participation dans les coulisses de la conférence de Taëf en Arabie saoudite, dont les accords ont mis fin à la guerre du Liban, mais gardé le pays sous l'hégémonie syrienne, lui ont valu d'être nommé ambassadeur du Liban aux États-Unis.
En 1991, il est nommé député maronite du Metn. Il est réélu lors des législatives organisées en 1992, 1996 et 2000.
Dès les débuts de sa vie politique, il s'est situé dans l'opposition aux gouvernements pro-syriens qui ont gouverné le Liban. Il s'est opposé aux politiques économiques de l'ancien Premier ministre Rafiq Hariri et à l'ingérence syrienne dans la vie politique libanaise.

Il a voté contre les amendements à la Constitution imposés par la Syrie pour proroger les mandats des présidents de la République Elias Hraoui (en 1995) et Émile Lahoud (en 2004).
En 2001, il rejoint le rassemblement de Kornet Chehwane, regroupant les principales figures chrétiennes d'opposition, parrainé à l'époque par le patriarche maronite, Mgr Nasrallah Sfeir.
La même année, il fonde avec une cinquantaine d'intellectuels libanais (dont Misbah Ahdab, Camille Ziadé, Nadim Salem, Antoine Haddad, Ziyad Baroud, Wafic Zantout, Mona Fayad, Hareth Sleiman, Assem Salam, Malek Mroueh, Melhem Chaoul…) le Mouvement du renouveau démocratique. Ce Mouvement se présente comme un mouvement politique réformiste laïc d'opposition.
Il s'affirme comme une figure importante de l'opposition anti-syrienne qui a commencé à s'organiser après la prorogation du mandat d'Émile Lahoud à la présidence de la République et qui a pris de l'ampleur à la suite de l'assassinat de Rafiq Hariri le 14 février 2005.
Le Mouvement du renouveau démocratique a fait partie de l'Alliance du 14-Mars.
Nassib Lahoud prend part aux élections législatives de juin 2005 dans sa circonscription du Metn, à la tête de la liste de la coalition du 14 mars. Il perd les élections face à la liste d'alliance entre le Courant patriotique libre du Général Michel Aoun et une coalition de partis et de personnalités politiques dont l'ancien Vice-premier ministre Michel Murr.
Nassib Lahoud était considéré depuis 1995 comme l'un des plus sérieux « présidentiables » libanais, d'autant qu'il entretient de bonnes relations avec les États-Unis et l'Arabie saoudite. Malgré son échec aux dernières élections parlementaires, il avait annoncé sa candidature à l'élection présidentielle de l'automne 2007. Lahoud espérait obtenir le soutien officiel de l'Alliance du 14-Mars et pouvait être considéré, avec Boutros Harb, comme le choix le plus probable de cette Alliance. La taille et l’importance des délégations de toutes les composantes du 14 mars, qui se sont rendues à la cérémonie durant laquelle Nassib Lahoud a annoncé officiellement sa candidature le 13 septembre 2007, pour lui exprimer leur soutien, révèlèrent l’importance qu’accordait cette alliance à sa candidature.
La campagne de Nassib Lahoud à la présidentielle de 2007 se solda finalement par le retrait de cette dernière après que l'Alliance du 14-Mars a opté pour le soutien de la candidature du général Michel Sleimane.
En juillet 2008, Nassib Lahoud est nommé ministre d'État au sein du nouveau gouvernement d'union nationale, dirigé par le Premier ministre Fouad Siniora.
Lors de la campagne électorale de 2009, il rejette l'approche prise par l'ancien président Amine Gemayel, chef du parti Kataeb dans ses négociations avec l'ancien vice-premier ministre Michel Murr et décide de se retirer de la course et de suspendre la participation du Renouveau démocratique au sein du 14 mars.